# Uroš Predić
Uroš Predić (en cirílico Урош Предић), fue un pintor realista serbio nacido el 7 de diciembre de 1857 en Orlovat; junto con Paja Jovanović, forma la cúspide de la escuela realista de su país. 
Estudió arte en Viena. Vivió a partir de 1909 en Belgrado. Es quizá más conocido por sus monumentales  composiciones históricas, como La dama de Kosovo. Frecuentemente pintaba usando como tema la historia medieval de Serbia. Fue asimismo un reconocido retratista.
Predić falleció en Belgrado el 11 de febrero de 1953.

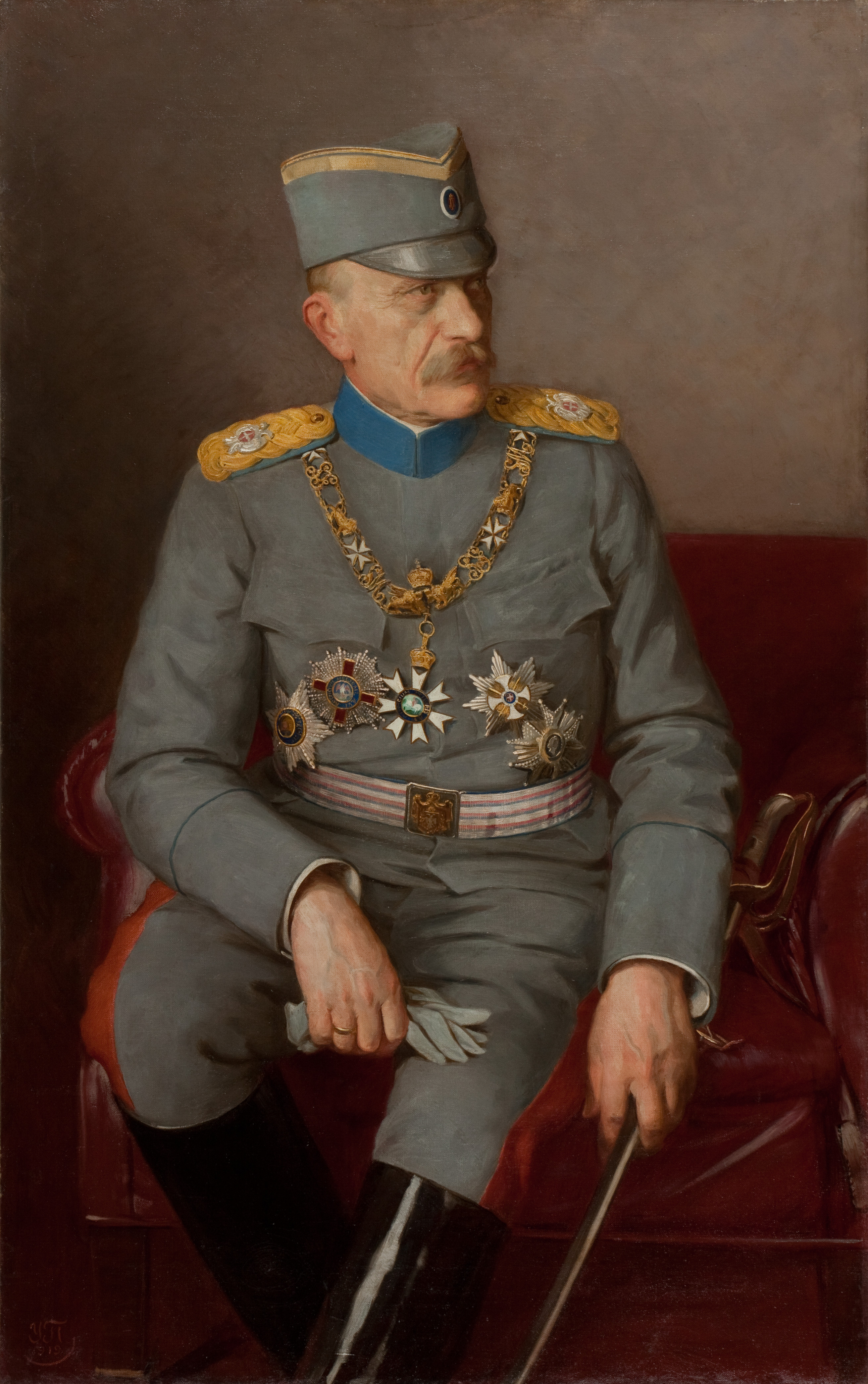
Retrato de Živojin Mišić, por Uroš Predić